# Amber Frank
Amber Dawn Montana (conhecida como Amber Frank) (Tampa, 2 de dezembro de 1998) é uma atriz americana, que ficou conhecida ao atuar na série da Nickelodeon The Haunted Hathaways.

## Biografia
Amber Montana começou a atuar aos sete anos de idade na Florida, antes de se mudar para California. Ela conseguiu seu primeiro pequeno papel em 2008 no filme de drama She Could Be You. Mais tarde, ela apareceu em diferentes programas de televisão. Em 2012, ela foi escalada para ser uma das personagens principais da sitcom da Nickelodeon, The Haunted Hathaways após ela fazer audições oito vezes para o papel. Ela atualmente reside em Santa Clarita, California. Montana possui descendência Cubana e Espanhola.

## Vida pessoal
Desde 2016, Amber namora Wesley Stromberg, vocalista da banda Emblem3.

## Filmografia
| Ano          | TiTítulo                                  | Papel                              | Notas                       |
| ------------ | ----------------------------------------- | ---------------------------------- | --------------------------- |
| 2008         | She Could Be You                          | Jennifer Marteliz                  | Coadjuvante                 |
| 2009         | Herpes Boy                                | Menina na sala de aula             |                             |
| 2009         | Viaticum                                  | Sarah                              |                             |
| 2009         | The Way to Happiness                      | Menina sem teto                    | Documentário                |
| 2011         | Monster Mutt                              | Garota da Escola                   | Filme Independente          |
| 2011         | El Bolerito                               | Filha                              | Curta-metragem              |
| 2011         | All Kids Count                            | Jogadora de futebol                |                             |
| 2014         | Sister News                               | Sem nome                           | Curta-metragem              |
| 2015         | Mustache Dude!                            | Moça simpática                     | Curta-metragem              |
| 2015         | Un Gallo con Muchos Huevos                | Dee                                | voz                         |
| 2016         | A Killer Walks Amoung Us                  | Sarah                              |                             |
| 2016         | Emma's Chance                             | Kate Rogers                        |                             |
| 2016         | Arlo: The Burping Pig                     | Marcia                             |                             |
| 2016         | Christmas All Over Again                  | Cindy                              |                             |
| 2016         | Vanished: Left Behind - Next Generation   | Gabby Harlow                       | Protagonista                |
| 2018         | Party Mom                                 | Ashley                             |                             |
| 2018         | Pistachio                                 | Jamie Wright                       |                             |
| 2020         | Hubie Halloween                           | Membro feminino da banda de zumbis | Filme original Netflix      |
| 2020         | Spirit Riding Free: Ride Along Adventures | Lucky Prescott                     | Especial interativo Netflix |
| por anunciar | The Adventures of Bunny Bravo             | The Evil Cat Queen                 | Pós-produção                |
| por anunciar | Ice Cream in the Cupboard                 | Lydia                              | Pós-produção                |
| por anunciar | Growing Up Gorman                         | a anunciar                         | Pré-produção                |
| por anunciar | The Wizdor Hotel                          | Kristi Conway                      |                             |

| Ano           | Título                             | Papel           | Notas                                                   |
| ------------- | ---------------------------------- | --------------- | ------------------------------------------------------- |
| 2010          | I Didn't Know I Was Pregnant       | Maggie          | Episódio (S09E3)                                        |
| 2011          | Man Up!                            | Samantha        | Episódio: Piloto                                        |
| 2013–15       | The Haunted Hathaways              | Taylor Hathaway | Papel Principal; 47 episódios;                          |
| 2014          | The Thundermans                    | Taylor Hathaway | Crossover especial de 1 hora: "The Haunted Thundermans" |
| 2014          | AwesomenessTV                      | Gillian         | 2 episódios                                             |
| 2017-presente | Spirit Riding Free                 | Lucky Prescott  | Série original Netflix                                  |
| 2019-presente | Spirit Riding Free: Pony Tales     | Lucky Prescott  | Série original Netflix                                  |
| 2020          | Spirit Riding Free: Riding Academy | Lucky Prescott  | Série original Netflix                                  |

| Ano  | Título                                      | Papel          | Notas                  |
| ---- | ------------------------------------------- | -------------- | ---------------------- |
| 2016 | We Generate a Spark                         | Amber          | Canção de Drew Patrick |
| 2018 | Spirit Riding Free Theme Song feat the Cast | Lucky Prescott | Trilha sonora oficial  |

## Prêmios e indicações
| Ano  | Prêmiação          | Categoria                            | Trabalho              | Resultado |
| ---- | ------------------ | ------------------------------------ | --------------------- | --------- |
| 2014 | Imagen Awards      | Melhor Atriz Jovem                   | The Haunted Hathaways | Indicado  |
| 2015 | NAACP Image Awards | Melhor atuação em uma série infantil | The Haunted Hathaways | Indicado  |